# 임자초등학교 임자북분교
임자초등학교 임자북분교는 대한민국 전라남도 신안군 임자면에 있었던 초등학교 분교이다.

## 역사
- 1945년 11월 16일 임자북공립국민학교 설립 인가
- 1945년 12월 16일 임자북공립국민학교 개교(도찬리 100)
- 1951년 4월 1일 2학급 편성
- 1967년 4월 1일 도서벽지학교 '갑'급 지정
- 1967년 11월 3일 만지분교장 개교
- 1968년 5월 1일 만지분교장 도서벽지학교 '갑'급 지정
- 1982년 3월 1일 12학급 편성
- 1986년 1월 1일 임자북국민학교 도서벽지학교 '나'급, 만지분교 '가'급 지정
- 1989년 9월 1일 임자북국민학교 도서벽지학교 '다'급, 만지분교 '나'급 지정
- 1993년 4월 17일 임자북국민학교 만지분교 폐교 및 임자중앙국민학교 통폐합
- 1995년 9월 1일 임자중앙국민학교 임자북분교장 격하 편입
- 1996년 3월 1일 임자초등학교 임자북분교 개칭
- 1997년 3월 1일 폐교 및 임자초등학교 통폐합